# 2019-es magyar rövidpályásgyorskorcsolya-bajnokság
2019. szeptember 28. és szeptember 29. között rendezték a rövidpályás gyorskorcsolya országos bajnokságot a budapesti Gyakorló Jégcsarnokban, a Magyar Országos Korcsolyázó Szövetség (MOKSZ) szervezésében.
A férfiak 1500 méteres fináléját Liu Shaoang nyerte meg – Krueger Cole és Sziklási András előtt –, míg a hölgyeknél ugyanezen a távon Deanna Lockett győzött, megelőzve Jászapáti Petrát és Sziliczei-Német Rebekát.
A férfi 500 méteres táv döntőjét Liu Shaolin Sándor nyerte öccse, Liu Shaoang előtt, míg az 1000 méteres távon fordított volt a sorrend a két fivér között. A bronzérmek Burján Csabának és Varnyú Alexnek jutottak. Ugyanakkor a nők döntőjének mindkét versenyszámában Jászapáti Petra bizonyult a legjobbnak az ausztrál származású Deanna Lockett előtt, mögöttük 500-on Kónya Zsófia, míg 1000 méteren Bácskai Sára végzett harmadikként.

## Versenyszámok

### Férfiak

#### Összetett
| # | Sport- egyesület | Név                | Pont | Helyezés   | Helyezés | Helyezés   |
| # | Sport- egyesület | Név                | Pont | 1 500 m-en | 500 m-en | 1 000 m-en |
| - | ---------------- | ------------------ | ---- | ---------- | -------- | ---------- |
|   | FTC              | Liu Shaoang        | 99,5 | 1          | 2        | 1          |
|   | FTC              | Liu Shaolin Sándor | 61,5 |            | 1        | 2          |
|   | FTC              | Varnyú Alex        | 29   | 4          | 4        | 3          |

#### 500 m
| #  | Sport- egyesület | Név                | Idő        |
| -- | ---------------- | ------------------ | ---------- |
|    | FTC              | Liu Shaolin Sándor | 41,585     |
|    | FTC              | Liu Shaoang        | 41,718     |
|    | PSN              | Burján Csaba       | 41,807     |
| 4  | FTC              | Varnyú Alex        | 41,862     |
| 5  | MTK              | Sziklási András    | 42,635     |
| 6  | FTC              | Oláh Bence         | 42,752     |
| 7  | FTC              | Nógrádi Bence      | 42,989     |
| 8  | MTK              | Tiborcz Dániel     | idő nélkül |
| 9  | FTC              | Cole Krueger       | 43,083     |
| 10 | MTK              | Vajda Balázs       | 43,199     |
| 11 | MTK              | Szász Attila       | 43,223     |
| 12 | MTK              | Bontovics Balázs   | 46,195     |
| 13 | SZKE             | Jászapáti Péter    | 45,511     |
| 14 | JSE              | Zsigó Máté         | idő nélkül |

#### 1 000 m
| #  | Sport- egyesület | Név                | Idő      |
| -- | ---------------- | ------------------ | -------- |
|    | FTC              | Liu Shaoang        | 1:31,116 |
|    | FTC              | Liu Shaolin Sándor | 1:31,406 |
|    | FTC              | Varnyú Alex        | 1:31,621 |
| 4  | PSN              | Burján Csaba       | 1:32,313 |
| 5  | FTC              | Cole Krueger       | 1:33,729 |
| 6  | MTK              | Tiborcz Dániel     | 1:33,929 |
| 7  | MTK              | Bontovics Balázs   | 1:41,150 |
| 8  | FTC              | Nógrádi Bence      | 2:04,910 |
| 9  | MTK              | Szász Attila       | 1:53,496 |
| 10 | MTK              | Vajda Balázs       | 1:53,648 |
| 11 | SZKE             | Jászapáti Péter    | 1:54,060 |
| 12 | JSE              | Zsigó Máté         | 2:00,865 |
| 13 | FTC              | Oláh Bence         | PEN      |
| 13 | MTK              | Sziklási András    | PEN      |

____
Magyarázat:
• PEN = kizárva

#### 1 500 m
| #  | Sport- egyesület | Név                | Idő        |
| -- | ---------------- | ------------------ | ---------- |
|    | FTC              | Liu Shaoang        | 2:25,905   |
|    | FTC              | Cole Krueger       | 2:26,208   |
|    | MTK              | Sziklási András    | 2:26,342   |
| 4  | FTC              | Varnyú Alex        | 2:27,520   |
| 5  | SZKE             | Jászapáti Péter    | 2:28,627   |
| 6  | MTK              | Tiborcz Dániel     | 3:37,784   |
| 7  | FTC              | John-Henry Krueger | DNF        |
| 7  | PSN              | Burján Csaba       | PEN        |
| 7  | FTC              | Liu Shaolin Sándor | DNS        |
| 10 | MTK              | Szász Attila       | 2:43,700   |
| 11 | FTC              | Oláh Bence         | 2:43,940   |
| 12 | MTK              | Vajda Balázs       | 2:44,201   |
| 13 | JSE              | Zsigó Máté         | 2:45,090   |
| 14 | MTK              | Bontovics Balázs   | időn kívül |
| 15 | FTC              | Nógrádi Bence      | PEN        |

____
Magyarázat:
• DNF = nem ért célba • DNS = nem állt rajthoz • PEN = kizárva

#### 5 000 m-es váltó
| # | Sport- egyesület | A váltó tagjainak neve | Idő      |
| - | ---------------- | ---------------------- | -------- |
|   | 1. váltó         |                        | 6:42,705 |
|   | 2. váltó         |                        | 6:52,205 |
|   | 3. váltó         |                        | 6:58,746 |

### Nők

#### Összetett
| # | Sport- egyesület | Név             | Pont | Helyezés   | Helyezés | Helyezés   |
| # | Sport- egyesület | Név             | Pont | 1 500 m-en | 500 m-en | 1 000 m-en |
| - | ---------------- | --------------- | ---- | ---------- | -------- | ---------- |
|   | SZKE             | Jászapáti Petra | 106  | 2          | 1        | 1          |
|   | FTC              | Deanna Lockett  | 86,5 | 1          | 2        | 2          |
|   | MTK              | Bácskai Sára    | 31,5 | 4          | 4        | 3          |

#### 500 m
| #  | Sport- egyesület | Név                    | Idő    |
| -- | ---------------- | ---------------------- | ------ |
|    | SZKE             | Jászapáti Petra        | 44,309 |
|    | FTC              | Deanna Lockett         | 44,649 |
|    | SZKE             | Kónya Zsófia           | 44,883 |
| 4  | MTK              | Bácskai Sára           | 45,496 |
| 5  | FTC              | Sziliczei-Német Rebeka | 45,967 |
| 6  | JSE              | Somogyi Barbara        | 47,323 |
| 7  | SZKE             | Kormányos Nina         | 47,527 |
| 8  | MTK              | Varga Regina Eszter    | 47,672 |
| 9  | SZKE             | Somodi Maja            | 47,327 |
| 10 | MTK              | Dobrán Flóra           | 47,421 |
| 11 | JSE              | Schönborn Melinda      | 47,575 |
| 12 | MTK              | Dobrán Fanni           | 48,104 |
| 13 | JSE              | Szőcs Mónika Nikolett  | 49,430 |
| 14 | MTK              | Nagy Netti             | 51,281 |
| 15 | FTC              | Albert Viktória        | 46,449 |

#### 1 000 m
| #  | Sport- egyesület | Név                    | Idő      |
| -- | ---------------- | ---------------------- | -------- |
|    | SZKE             | Jászapáti Petra        | 1:38,807 |
|    | FTC              | Deanna Lockett         | 1:39,328 |
|    | MTK              | Bácskai Sára           | 1:40,354 |
| 4  | FTC              | Sziliczei-Német Rebeka | PEN      |
| 5  | SZKE             | Kónya Zsófia           | 1:41,608 |
| 6  | SZKE             | Somodi Maja            | 1:41,724 |
| 7  | MTK              | Varga Regina Eszter    | 1:41,791 |
| 8  | SZKE             | Kormányos Nina         | 1:43,849 |
| 9  | MTK              | Dobrán Flóra           | 1:46,085 |
| 10 | MTK              | Dobrán Fanni           | 1:48,253 |
| 11 | JSE              | Szőcs Mónika Nikolett  | 1:50,523 |
| 12 | JSE              | Somogyi Barbara        | PEN      |
| 13 | JSE              | Schönborn Melinda      | 1:57,524 |
| 14 | MTK              | Nagy Netti             | 1:57,683 |

____
Magyarázat:
• PEN = kizárva

#### 1 500 m
| #  | Sport- egyesület | Név                    | Idő      |
| -- | ---------------- | ---------------------- | -------- |
|    | FTC              | Deanna Lockett         | 2:35,516 |
|    | SZKE             | Jászapáti Petra        | 2:35,676 |
|    | FTC              | Sziliczei-Német Rebeka | 2:35,779 |
| 4  | MTK              | Bácskai Sára           | 2:36,130 |
| 5  | SZKE             | Kónya Zsófia           | 2:37,609 |
| 6  | JSE              | Somogyi Barbara        | 2:37,873 |
| 7  | MTK              | Varga Regina Eszter    | 2:43,350 |
| 8  | JSE              | Szőcs Mónika Nikolett  | 2:45,022 |
| 9  | SZKE             | Somodi Maja            | 2:32,282 |
| 10 | MTK              | Dobrán Fanni           | 2:34,269 |
| 11 | FTC              | Albert Viktória        | 2:35,568 |
| 12 | JSE              | Schönborn Melinda      | 2:36,202 |
| 13 | MTK              | Nagy Netti             | 2:44,131 |
| 14 | SZKE             | Kormányos Nina         | 2:50,597 |
| 15 | MTK              | Dobrán Flóra           | 3:01,042 |

#### 3 000 m-es váltó
| # | Sport- egyesület | A váltó tagjainak neve | Idő      |
| - | ---------------- | ---------------------- | -------- |
|   | 1. váltó         |                        | 4:14,429 |
|   | 2. váltó         |                        | 4:23,900 |

### Vegyes

#### 2 000 m-es váltó
| # | Sport- egyesület | A váltó tagjainak neve | Idő      |
| - | ---------------- | ---------------------- | -------- |
|   | 1. vegyes váltó  |                        | 2:47,637 |
|   | 2. vegyes váltó  |                        | 2:48,115 |
|   | 3. vegyes váltó  |                        | 2:48,627 |
| 4 | 4. vegyes váltó  |                        | 2:51,651 |
| 5 | 5. vegyes váltó  |                        | 2:57,300 |
| 6 | 6. vegyes váltó  |                        | 3:19,409 |

### Serdülő (Novice) ’B’

#### Fiúk

##### Összetett
| #  | Sport- egyesület | Név                  | Helyezés | Helyezés  | Helyezés | Helyezés  | Legjobb idő |
| #  | Sport- egyesület | Név                  | 777 m-en | 1500 m-en | 500 m-en | 1000 m-en | Legjobb idő |
| -- | ---------------- | -------------------- | -------- | --------- | -------- | --------- | ----------- |
|    | MTK              | Zhang Yu Jie Dominik | 3.       | 1.        | 4.       | 1.        | 45,900      |
|    | JSE              | Zsigó Bence          | 1.       | 7.        | 1.       | 2.        | 45,340      |
|    | FTC              | Vida Ádám            | 2.       | 5.        | 2.       | 4.        | 45,825      |
| 4. | TKKSE            | Szilágyi Ábel        | 4.       | 3.        | 3.       | 3.        | 45,530      |
| 5. | FTC              | Csizmadia Márk       | 6.       | 2.        | 5.       | 5.        | 46,076      |
| 6. | TKKSE            | Gera Márton          | 7.       | 4.        | 6.       | 6.        | 47,770      |
| 7. | FTC              | Végi Dániel          | 5.       | 6.        | 7.       | 7.        | 1:14,061    |

##### 500 m
| # | Sport- egyesület | Név                  | Idő        |
| - | ---------------- | -------------------- | ---------- |
|   | JSE              | Zsigó Bence          | 45,751     |
|   | FTC              | Vida Ádám            | 45,847     |
|   | TKKSE            | Szilágyi Ábel        | 46,006     |
| 4 | MTK              | Zhang Yu Jie Dominik | időn kívül |
| 5 | FTC              | Csizmadia Márk       | 47,372     |
| 6 | TKKSE            | Gera Márton          | 47,778     |
| 7 | FTC              | Végi Dániel          | PEN        |

____
Magyarázat:
• PEN = kizárva

##### 1 000 m
| # | Sport- egyesület | Név                  | Idő      |
| - | ---------------- | -------------------- | -------- |
|   | MTK              | Zhang Yu Jie Dominik | 1:49,861 |
|   | JSE              | Zsigó Bence          | 1:50,029 |
|   | TKKSE            | Szilágyi Ábel        | 1:50,200 |
| 4 | FTC              | Vida Ádám            | 1:50,348 |
| 5 | FTC              | Csizmadia Márk       | 1:55,437 |
| 6 | TKKSE            | Gera Márton          | 1:55,683 |

##### 1 500 m
| # | Sport- egyesület | Név                  | Idő      |
| - | ---------------- | -------------------- | -------- |
|   | MTK              | Zhang Yu Jie Dominik | 2:40,271 |
|   | FTC              | Csizmadia Márk       | 2:40,453 |
|   | TKKSE            | Szilágyi Ábel        | 2:40,780 |
| 4 | TKKSE            | Gera Márton          | 2:41,053 |
| 5 | FTC              | Vida Ádám            | 2:41,754 |
| 6 | FTC              | Végi Dániel          | 3:04,172 |
| 7 | JSE              | Zsigó Bence          | PEN      |

____
Magyarázat:
• PEN = kizárva